# 中川健治
中川 健治（なかがわ けんじ、1957年1月 - ）は日本の数学者、工学者。理学博士。長岡技術科学大学工学部電気電子情報系教授。
専門は待ち行列、確率論、情報理論、通信･ネットワーク工学。

## 来歴
東京工業大学理学部数学科卒業。同大学大学院理工学研究科数学専攻博士課程修了。NTT研究所主任研究員を経て、1992年より現職。日本数学会、IEEE、電子情報通信学会、情報理論とその応用学会、日本工業教育協会、日本オペレーションズ・リサーチ学会所属。

## 著作
- 『情報通信理論〈1〉符号理論・待ち行列理論 (電子情報通信工学シリーズ)』 森北出版、1997年5月 ISBN 4-627-70140-3

## 参考資料
- 研究者詳細
- 中川研究室
- 技術シリーズ-研究者情報